# Pattinaggio di velocità ai XXII Giochi olimpici invernali - 3000 m femminile
I 3000 metri femminili di pattinaggio di velocità che dei XXII Giochi olimpici invernali di Soči si sono disputati il 9 febbraio, sulla pista dell'Adler Arena.
L'olandese Ireen Wüst ha vinto la medaglia d'oro, bissando il successo ottenuto a Torino 2006. Dietro di lei si sono piazzate la ceca Martina Sáblíková, campionessa olimpica uscente, e la russa Ol'ga Graf.
A Vancouver 2010 Martina Sáblíková aveva preceduto la tedesca Stephanie Beckert (medaglia d'argento) e la canadese Kristina Groves (medaglia di bronzo).

## Record
Prima di questa competizione, i record mondiali erano i seguenti.
| Record mondiale | Cindy Klassen     | 3'53"34 | Calgary             | 18 marzo 2006    |
| Record olimpico | Claudia Pechstein | 3'57"70 | Salt Lake City 2002 | 20 febbraio 2002 |

## Risultati
| Pos.    | Batteria | Atleta                   | Nazione       | Tempo   | Distacco | Note |
| ------- | -------- | ------------------------ | ------------- | ------- | -------- | ---- |
| Oro     | 13       | Ireen Wüst               | Paesi Bassi   | 4'00"34 |          |      |
| Argento | 12       | Martina Sáblíková        | Rep. Ceca     | 4'00"94 | +0"61    |      |
| Bronzo  | 10       | Ol'ga Graf               | Russia        | 4'03"47 | +3"13    |      |
| 4       | 11       | Claudia Pechstein        | Germania      | 4'05"26 | +4"92    |      |
| 5       | 8        | Annouk van der Weijden   | Paesi Bassi   | 4'05"75 | +5"41    |      |
| 6       | 11       | Ida Njåtun               | Norvegia      | 4'06"73 | +6"39    |      |
| 7       | 14       | Antoinette de Jong       | Paesi Bassi   | 4'06"77 | +6"43    |      |
| 8       | 6        | Julija Skokova           | Russia        | 4'09"35 | +9"02    |      |
| 9       | 13       | Shiho Ishizawa           | Giappone      | 4'09"39 | +9"05    |      |
| 10      | 10       | Jilleanne Rookard        | Stati Uniti   | 4'10"01 | +9"68    |      |
| 11      | 8        | Bente Kraus              | Germania      | 4'10"16 | +9"83    |      |
| 12      | 9        | Jelena Peeters           | Belgio        | 4'10"87 | +10"53   |      |
| 13      | 3        | Kim Bo-Reum              | Corea del Sud | 4'12"08 | +10"74   |      |
| 14      | 5        | Mari Hemmer              | Norvegia      | 4'12"21 | +10"87   |      |
| 15      | 1        | Shoko Fujimura           | Giappone      | 4'12"71 | +12"37   |      |
| 16      | 9        | Natalia Czerwonka        | Polonia       | 4'13"26 | +12"92   |      |
| 17      | 4        | Stephanie Beckert        | Germania      | 4'13"54 | +13"21   |      |
| 18      | 7        | Luiza Złotkowska         | Polonia       | 4'14"18 | +13"85   |      |
| 19      | 7        | Brittany Schussler       | Canada        | 4'14"65 | +14"31   |      |
| 20      | 1        | Ekaterina Šichova        | Russia        | 4'14"97 | +14"63   |      |
| 21      | 14       | Masako Hozumi            | Giappone      | 4'15"52 | +15"18   |      |
| 22      | 2        | Anna Rokita              | Austria       | 4'16"43 | +16"09   |      |
| 23      | 4        | Francesca Lollobrigida   | Italia        | 4'16"51 | +16"18   |      |
| 24      | 3        | Ivanie Blondin           | Canada        | 4'18"69 | +18"36   |      |
| 25      | 5        | Noh Seon-Yeong           | Corea del Sud | 4'19"02 | +18"68   |      |
| 26      | 2        | Anna Ringsred            | Stati Uniti   | 4'20"51 | +20"17   |      |
| 27      | 6        | Yang Shin-Young          | Corea del Sud | 4'23"67 | +23"33   |      |
|         | 12       | Katarzyna Bachleda-Curuś | Polonia       | DSQ     | DSQ      |      |

- Data: Domenica 9 febbraio 2014
- Ora locale: 15:30
- Sito: Adler Arena

Legenda:
- DNS = non partita (did not start)
- DNF = prova non completata (did not finish)
- DSQ = squalificata (disqualified)
- Pos. = posizione